# 新岩信号場
新岩信号所（シナムしんごうじょう）または新岩駅（シナムえき）は、大韓民国慶尚北道金泉市鳳山面にある、韓国鉄道公社（KORAIL）京釜線の信号場。
書類上は無配置簡易駅だが、旅客扱いはなく、信号場業務のみ行なわれている。

## 駅構造
信号場の為ホームはない。

## 駅周辺
- 太和初等学校
- 直指寺川

## 歴史
- 1937年8月4日 - 信号所として開業。
- 1937年10月24日 - 閉鎖。
- 1938年8月1日 - 信号場設置。
- 1945年2月24日 - 信号所に変更。
- 1975年12月29日 - 閉鎖。
- 1978年1月1日 - 信号場再設置。
- 1984年3月1日 - 無配置簡易駅に格上げ。

## 隣の駅
韓国鉄道公社
京釜線（全列車通過）
秋風嶺駅 - 新岩信号場 - 直指寺駅